# Petrodromus tetradactylus
Petrodromus tetradactylus é uma espécie de musaranho-elefante da família Macroscelididae. É a única espécie do gênero Petrodromus. Pode ser encontrado na República Democrática do Congo, Tanzânia (incluindo as ilhas de Máfia e Zanzibar), sudeste do Quênia, Ruanda, Zâmbia, Maláui, Moçambique, sudeste do Zimbábue, nordeste de Angola, e nordeste da África do Sul (províncias de Mpumalanga, Limpopo e KwaZulu-Natal). Habita florestas, bosques e vegetação arbustiva densa.